# FN FAL
FAL (Fusil Automatique Léger , „леко автоматично оръжие“) е самозарядно бойно оръжие с избирателен огън, произвеждано от белгийската оръжейна компания Fabrique Nationale d'Herstal (FNH).
През 1946 година във FNH започват паралелна разработката на две нови автоматични карабини, предназначени да работят с различни боеприпаси – немският промежутъчен патрон 7.92х33 мм Курц, както и за по-традиционни винтовъчни боеприпаси. Разработката и на двете оръжия се води под ръководството на известния оръжеен конструктор и ученик на Браунинг – Дидиен Сев (Dieudonne Saive). През 1949 се появява предвидената за стандартни пушечни патрони SAFN-49, като приблизително по същото време се появяват и първите прототипи по другия проект – щурмова карабина вече преработена да работи с новия английски промежутъчен патрон 7х43 мм (.280). През 1950 г. новите белгийски щурмови карабини преминават тестове в САЩ в рамките на конкурс за превъоръжаване на армията. Американците признават достойнствата на новата карабина, но нацяло отричат концепцията за оръжие, опериращо с промежутъчен патрон. Вместо това, те създават скъсена с 12 мм версия на стария си стандартен пушечен патрон .30 – 06, която обозначават като Т65. В рамките на стандартизационните програми на новосъздаденото NATO, новият Т65 се приема на въоръжение във всички страни на алианса като 7.62х51 мм НАТО. Като реверанс за приемането на новия американски патрон от страните членки, САЩ се ангажират да приемат на въоръжение белгийската карабина след преработка към новия калибър. Впоследствие те се отмятат от тази договорка, приемайки на въоръжение през 1957 година вместо белгийската FN FAL, собствената си разработка М14.
Междувременно през 1953 година новата карабина е готова за серийно производство. Първа приема FN FAL на въоръжение Канада (1955 г.) под означението C1. През 1956 FN FAL се приема на въоръжение в Белгия, а на следващата година и във Великобритания под означението L1A1. През 1958 ги последва Австрия, където FN FAL се приема на въоръжение като Stg.58. В последващите години FN FAL постъпва на въоръжение в армиите на поне 70 държави. Основни производители на FN FAL освен FNH-Белгия стават австрийската фирма Steyr, RSAF Enfield и BSA във Великобритания, арсеналът Lithgow в Австралия, бразилската IMBEL и още редица други производители по света. През 70-те и 80-те години по света постепенно FN FAL се сваля от производство и въоръжение, като в наше време единствените производители на FN FAL са Бразилия и колкото и да е странно – САЩ. В САЩ FN FAL и негови модификации се произвеждат от редица малки компании, една от най-популярните от които е DS Arms, произвеждаща драстично осъвременени варианти на оръжието за полицейски и ловни цели. Карабините на DSA се базират на австралийската версия на FAL и се продават под означението SA58.
Съществува твърдението, че FN FAL би могла да получи дори още по-голямо разпространение в света, стига белгийците да се бяха съгласили да продадат лиценз за производството ѝ на ФРГ. Западно германската армия приема на въоръжение FN FAL под означението G1, по поради така стеклите се обстоятелства се принуждават да закупят лиценз за производството на оръжие в същия калибър от испанската фирма CETME, което в крайна сметка довежда до появата на основния конкурент на FN FAL – карабината Heckler-Koch G3.
FN FAL се разработват в 4 основни модификации: стандартна (заводско означение FN модел 50.00), със сгъваем приклад (модел 50.64), десантен вариант със сгъваем приклад и скъсена цев (модел 50.63) и във вариант „оръжие за огнева поддръжка“ (модел 50.41, която също така се именува FALO или FAL Hbar). В зависимост от мястото и годината на производство варират фурнитурите, мерните прибори и т.н. В много държави (особено в държавите от британската общност) FN FAL се произвежда единствено в полуавтоматичен вариант, в други страни оръжието запазва възможността за водене на автоматичен огън. Нужно е да се отбележи, че поради ниската собствена маса на оръжието, в съчетание с огромната мощност на боеприпаса, автоматичната стрелба с FN FAL е крайно неефективна и негрупирана. Даже и картечните варианти, снабдени с утежелени цеви и двуноги, значително отстъпват по групираност на огъня на директните си конкуренти като Bren и MG3.
Като цяло FN FAL с право могат да бъдат смятани за едни от най-добрите оръжия на своето време. Те са удобни за обслужване, достатъчно надеждни и притежават висока ефективност в полуавтоматичен режим. Към недостатъците им могат да бъдат отнесени голямата дължина на оръжието, затрудненото контролиране на отката при автоматичен огън, както и чувствителността към замърсяване с пясък и прах, както арабско-израелските конфликти демонстрират.
Винтовката FN FAL е автоматично оръжие с газова автоматика. Използва се схема с къс ход на газовото бутало, аналогична с тази при карабините SAFN-49 и СВТ-40. Газовото бутало се намира над цевта и има собствена възвратна пружина. Газовата камера е снабдена с регулатор, позволяващ настройване или пълно затваряне на газоотводния тракт. Последното е необходимо при изстрелване на винтовъчни гранати от цевта. Заключването на затвора се осъществява чрез взаимодействие на задната част на затвора със специален зъб в дъното на затворната кутия. Затворът се намира в масивна затворна рама, която при изстрел получава мощен удар от задния край на газовото бутало и после продължава движението си назад по инерция, свивайки възвратната пружина. При вариантите с фиксиран приклад възвратната пружина се разполага в приклада. При вариантите със сгъваем приклад, възвратната пружина се разполага под капака на цевната кутия и взаимодейства с модифицираната за целта рама на затвора. Ударно-спусковият механизъм (УСМ), тилната страна на цевната кутия и пистолетната ръкохватка са изпълнени като отделен модул, закрепен към цевната кутия с шарнир в основата на пълнителя. За полево обслужване на оръжието целият модул се отключва и се сгъва надолу по хода на шарнира. Предпазителят на оръжието изпълнява ролята и на преключвател на режимите на огън. Мерните прибори включват като правило диоптричен мерник в задната част на цевната кутия и мушка над газовата камера. Практически всички варианти на оръжието се комплектоват с пламегасител, позволяващ изстрелването на винтовъчни гранати. В типовия случай оръжието ползва пълнители за 20 патрона, вариращи като съвместимост в зависимост от мястото на производство – FN FAL се произвеждат както в държави ползващи метрична мерна система, така и в такива позлващи имперска такава.
На въоръжение е в 26 африкански, 13 южноамерикански, 16 азиатски, 2 тихоокеански, 4 европейски, и 11 северноамерикански нации като основно оръжие, и все още се използва за тренировъчни цели в останалите държави членки на НАТО.